# Họ Cá chạch sông
Họ Cá chạch sông (danh pháp khoa học: Mastacembelidae) là một họ cá chạch thuộc bộ Lươn, trong tiếng Việt có tên gọi chung là cá chạch hay chạch hay cá nhét. Họ này là một phần của bộ Synbranchiformes, bao gồm 88 loài chạch thuộc lớp Actinopterygii (cá vây tia). Họ này có 3 chi, trong đó chi Mastacembelus (63 loài, bao gồm cả Afromastacembelus và Aethiomastacembelus) sinh sống ở châu Phi và Đông Nam Á, Nam Á, còn chi Macrognathus với 24 loài sinh sống ở khu vực Đông Nam Á, Sri Lanka, Trung Quốc, Ấn Độ.
Các loài cá chạch này nói chung sinh sống trong các môi trường nước ngọt và nước lợ có lớp đáy mềm.

## Các chi và loài
- Chi Macrognathus (bao gồm cả Bdellorhynchus và Pararhynchobdella): 24 loài.
- Chi Mastacembelus (bao gồm cả Aethiomastacembelus và Afromastacembelus và Caecomastacembelus): 63 loài
- Chi Sinobdella: 1 loài (Sinobdella sinensis) tại Trung Quốc và Việt Nam.

### Việt Nam
Tại Việt Nam, có thể có 12 loài thuộc họ này. Cụ thể như sau:
- Macrognathus aculeatus: Chạch bông bé, chạch lá tre, chạch gai, chạch sông, chạch quế, cá ngòn.
- Macrognathus circumcinctus: Chạch khoang.
- Macrognathus maculatus: Chạch chấm.
- Macrognathus semiocellatus: Chạch cơm.
- Macrognathus siamensis: Chạch lá tre, chạch sông.
- Macrognathus taeniagaster: Chạch rằn.
- Mastacembelus armatus: Chạch bông, chạch sông.
- Mastacembelus dienbienensis: Chạch chấm Điện Biên.
- Mastacembelus erythrotaenia: Chạch lửa, chạch lấu đỏ, cá hỏa long.
- Mastacembelus favus: Chạch bông, chạch bông lớn, chạch lấu, chạch chấu, chạch làn.
- Mastacembelus thacbaensis: Chạch chấu Thác Bà.
- Sinobdella sinensis: Chạch gai.

## Hình ảnh

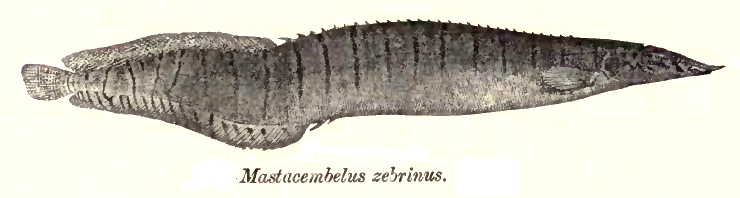
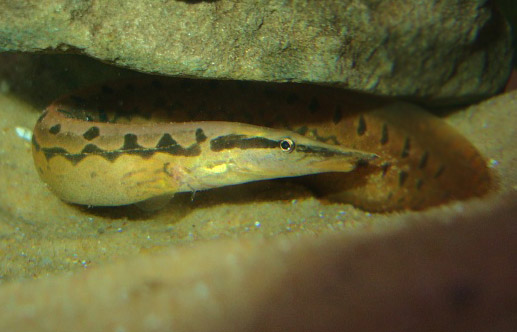
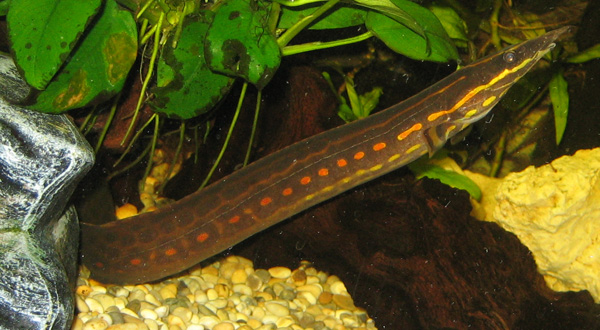
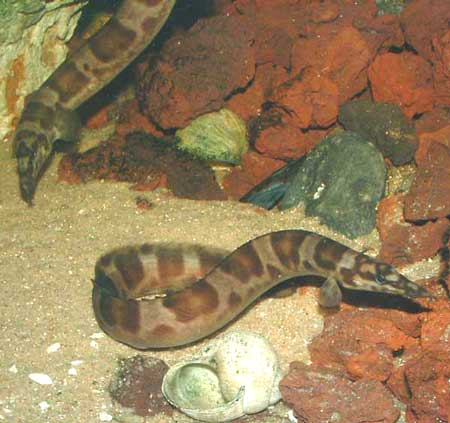